# Matthias Zimmermann
Matthias Zimmermann (Pforzheim, 16 giugno 1992) è un calciatore tedesco, difensore del Fortuna Düsseldorf.

## Palmarès

### Club

#### Competizioni nazionali
- Campionato tedesco di seconda divisione: 1

Stoccarda: 2016-2017